# The Brave
Pour les articles homonymes, voir Brave.
Pour plus de détails, voir Fiche technique et Distribution.
The Brave est un film américain réalisé par Johnny Depp, sorti en 1997.
Le scénario est une adaptation du roman éponyme de Gregory Mcdonald, traduit en français sous le titre Rafael, derniers jours. Le film fut présenté en compétition officielle au Festival de Cannes 1997.

## Synopsis
Pour assurer l'avenir de sa famille qui vit dans un bidonville, Rafaël (Johnny Depp), un jeune homme désenchanté, conclut un marché avec un producteur (Marlon Brando) : dans une semaine il mourra sous les yeux d'une caméra pour son film.

## Fiche technique
- Titre français : The Brave
- Titre original : The Brave
- Réalisateur : Johnny Depp
- Scénario : Paul McCudden, Johnny Depp et D.P. Depp, d'après le roman Rafael, derniers jours de Gregory Mcdonald
- Production : Charles Evans Jr et Carroll Kemp
- Musique : Iggy Pop
- Image : Vilko Filac et Eugene D. Shlugleit
- Montage : Pasquale Buba, Hervé Schneid et Isabelle Proust
- Date de sortie en France : 30 juillet 1997

## Distribution
- Johnny Depp (V. F. : Arnaud Arbessier) : Raphael
- Marlon Brando (V. F. : William Sabatier) : McCarthy, le producteur
- Marshall Bell (V. F. : Jean-Yves Chatelais) : Larry
- Elpidia Carrillo : Rita, la femme de Raphael
- Clarence Williams III (V. F. : Jacques Martial) : père Stratton
- Frederic Forrest : Lou (père)
- Max Perlich : Lou (fils)
- Luis Guzmán : Luis
- Alexis Cruz : Heyman
- Lupe Ontiveros : Maria
- Cody Lightning : Frankie, le fils de Raphael
- Nicole Mancera : Marta, la fille de Raphael
- Tricia Vessey : la première fille chez Luis
- Tricia Peters : la deuxième fille chez Luis
- Floyd Westerman : Papa
- Iggy Pop : l'homme qui mange une énorme cuisse de volaille

## Production
Le scénario initial, écrit par Paul McCudden et basé sur un livre de Gregory Mcdonald, suscite l'intérêt des studios hollywoodiens en 1993, malgré la nature sombre de l'histoire. Touchstone Pictures, studio affilié à Disney, reprend finalement le projet pour une mise en chantier au début de 1994. Cependant, en décembre 1993 , Aziz Ghazal (le réalisateur débutant issu de l'école de cinéma de l'USC alors attaché au film) tue sa femme et sa fille avant de se suicider. Son corps n'est pas retrouvé par la police de Los Angeles pendant plus d'un mois. Le réalisateur du film étant porté disparu et présumé responsable du meurtre de sa famille, Touchstone suspend immédiatement la production. 
Malgré ce revers majeur, McCudden et son partenaire de production Charles Evans persistent à essayer de faire tourner le film, car ils y ont déjà investi une somme substantielle de leur propre argent. En 1994, ils réussissent à convaincre Johnny Depp de le réécrire, le réaliser et le produire. Depp n'aimait pas le scénario original, mais a tout de même entrepris le projet car il est ému par "l'idée de sacrifice pour la famille". Le budget de production est estimé à 5 millions de dollars, Depp acceptant de payer en cas de dépassement : il a possiblement investi jusqu'à 2 millions de dollars de son propre argent dans le film.

## Accueil
Marlon Brando est présent moins de 5 minutes dans le film, un rôle court qui décevra ses fans, pensant que son rôle était plus long, et plus présent[réf. souhaitée].
Très déçu par les critiques américaines négatives à la suite de la projection de son film en avant-première et en compétition au Festival de Cannes 1997 (avec notamment Tim Burton membre du jury, présidé par Isabelle Adjani), Johnny Depp décide de ne pas distribuer le film aux États-Unis. 
Pour certains critiques de cinéma, dont Les Cahiers du Cinéma, la présence de Marlon Brando dans ce film est plutôt un Caméo, et non un premier rôle : son nom en haut de l'affiche est plutôt un atout commercial, pour attirer un grand public. ce procédé ne marchera pas, car les entrées pour ce film furent modestes[réf. souhaitée].